# Platysaurus capensis
Espèce
Statut de conservation UICN

 LC  : Préoccupation mineure
Platysaurus capensis est une espèce de sauriens de la famille des Cordylidae.

## Répartition
Cette espèce se rencontre en Afrique du Sud et en Namibie.

## Étymologie
Son nom d'espèce, composé de cap et du suffixe latin -ensis, « qui vit dans, qui habite », lui a été donné en référence au lieu de sa découverte.

## Publication originale
- Smith, 1844 : Illustrations of the Zoology of South Africa; Consisting Chiefly of Figures and Descriptions of the Objects of Natural History Collected during an Expedition into the Interior of South Africa, in the Years 1834, 1835, and 1836.  London, Smith, Elder, & Co.